# Gil Andersen
Gil Andersen (ou Gil Anderson), né le 27 septembre 1879 à Horten (Norvège) (Comté de Vestfold) et décédé le 26 juillet 1936 à Logansport (Indiana), était un pilote automobile américano-norvégien.

## Biographie
Il a participé à l'American Championship car racing (AAA) de 1910 à 1917, sur Stutz-Wisconsin puis Stutz jusqu'en 1915, puis Premier en 1916 et Miller en 1917.
Il a terminé troisième du championnat en 1915, et a disputé les six premières éditions des 500 miles d'Indianapolis (étant avec le français Charles Basle le seul pilote à ne pas posséder la nationalité américaine en 1911).
Il a travaillé comme ingénieur à la Stutz Motor Company dès 1911, et au-delà de 1935. Il est également le cofondateur de la ReVere Motor Company, une entreprise de fabrication de voitures de luxe, défunte, qui fut en activité de 1918 à 1926.

## Résultats à l'Indy 500
- pole position, en 1912 (2e édition), sur Stutz-Wisconsin;
- 2 fois en ligne de front (1912 et 1916);
- 3e de l'édition 1915, sur Stutz;
- 6 participations consécutives, de 1911 à 1916.

## Résultats au Grand Prix des États-Unis
- 3e en 1912 (Stutz-Wisconsin, Grand Prix de Milwaukee);
- 4e en 1915 (Stutz);
- 5e en 1914 (Stutz-Wisconsin).

## Principales victoires en championnat racing car AAA

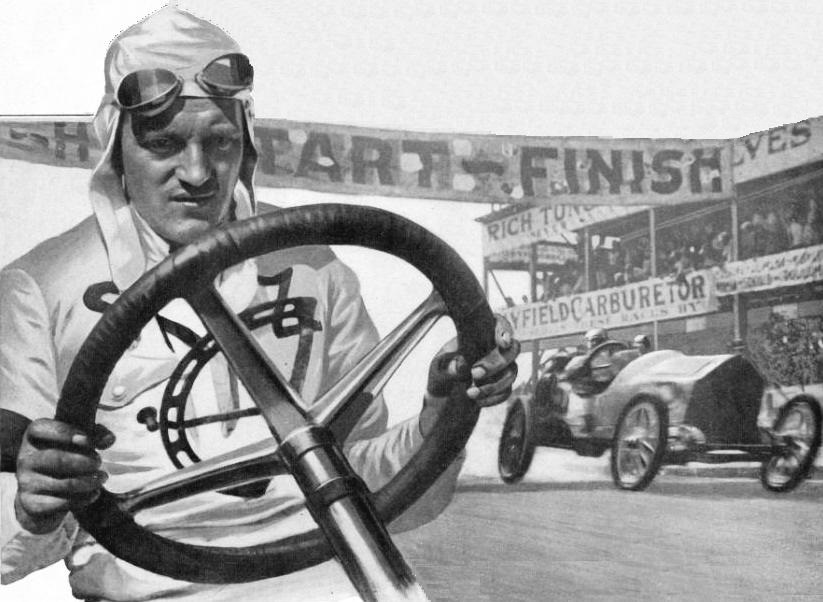
Gil Andersen vainqueur de l'Elgin National Trophy de Chicago, en septembre 1913.

(participation de 1910 à 1917, avec 31 départs: 3 victoires pour  10 podiums -17 "top 5"-, ainsi que 2  poles)
- Elgin National Trophy (Illinois), en 1913 (à la vitesse de 114,25 km/h de moyenne) et 1915;
- Elgin race 2, en 1915 (et 2e du trophée);
- Sheepshead Bay, en 1915.

## Record
- Record de vitesse en  stock-car en mars 1928, à 171,43 km/h sur Stutz Blackhawk, établi à Daytona Beach (Floride)[1].

## Galerie d'images

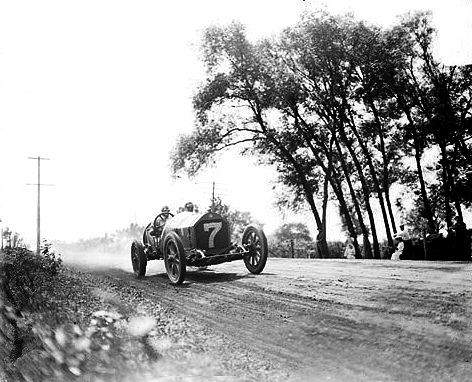
La Stutz d'Andersen, lors du Trophée d'Elgin en 1912;
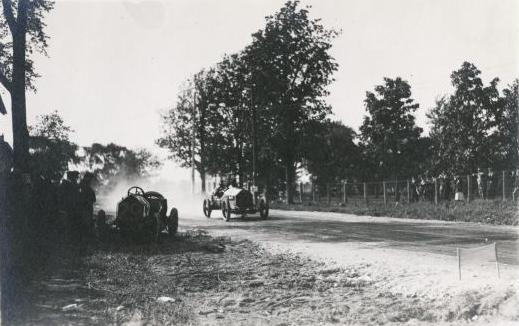
La Stutz d'Andersen dépassant la Fiat accidentée de Teddy Tetzlaff, lors de la Coupe Vanderbilt de 1912;
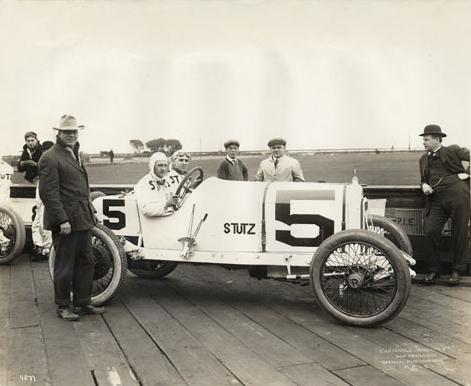
La Stutz d'Andersen, avant la Coupe Vanderbilt de 1915, après avoir participé au Grand Prix des États-Unis durant l'Exposition de San Francisco.
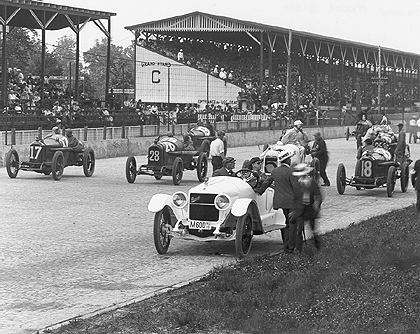
La voiture no 28 d'Andersen, 2e à gauche, au départ de l'Indy 1916 (dernière participation).